# Flamengo Rio de Janeiro (Frauenfußball)
Die Frauenfußballabteilung des Sportvereins Flamengo Rio de Janeiro (offiziell: Clube de Regatas do Flamengo) besteht mit einer mehrjährigen Unterbrechung seit 1995 und ist aktuell eines der Erstligateams in Brasilien.

## Geschichte
Erstmals hatte Flamengo 1995 eine Frauenmannschaft aufgestellt, mit der er in der Meisterschaft des Frauenfußballs des Staates Rio de Janeiro angetreten ist. Mit der nach der Saison 2001 vorgenommenen vorläufigen Einstellung der Meisterschaft fiel auch die Auflösung des Teams zusammen. 2011 begann Flamengo mit dem Aufbau eines neuen Frauenteams, wofür 2015 die Partnerschaft mit den brasilianischen Seestreitkräften gewonnen werden konnte. Im selben Jahr konnte das Team wieder in den Spielbetrieb der Staatsmeisterschaft einsteigen und sofort den Meistertitel gewinnen. Seither dominiert das Team die Rio-Meisterschaft, deren Wettbewerbsniveau allerdings als nicht besonders hoch gilt, besonders im Vergleich mit jener des Staates São Paulo.
2015 konnte Flamengo erstmals auch an der nationalen Frauenfußballmeisterschaft teilnehmen. Bereits bei seiner zweiten Teilnahme 2016 gelang der Titelgewinn, womit Flamengo der bisher einzige Club in der jungen Meisterschaftshistorie ist, der die Dominanz der Vereine aus dem Paulista-Staat durchbrechen konnte. Die nach Toren unentschieden verlaufenen Finalspiele gegen den Rio Preto EC (0:1; 2:1) konnte nur dank der Auswärtstorregelung erfolgreich entschieden werden. Als Titelverteidiger war Flamengo im Jahr 2017 für die erste Saison der neu etablierten ersten Spielklasse der brasilianischen Meisterschaft (Série A1) gesetzt.
Nach einem 5:0-Finalsieg gegen den Duque de Caxias FC sicherte sich Flamengo am 24. November 2018 den vierten Staatsmeistertitel in Folge.

## Erfolge
| Brasilianische Meisterschaft           | (1×): | 2016                                           |
| Staatsmeisterschaft von Rio de Janeiro | (8×): | 2015, 2016, 2017, 2018, 2019, 2021, 2023, 2024 |
| Staatspokal von Rio de Janeiro         | (2×): | 2023, 2025                                     |

## Torschützenköniginnen
| Brasilianische Meisterschaft 2018: Danyelle (15 Tore) | 0 | Staatsmeisterschaft von Rio de Janeiro 2015: Pâmela (11 Tore) 2016: Tatiane (9 Tore) 2017: Ju (12 Tore) 2018: Larissa (8 Tore) 2019: Flávia (25 Tore) 2021: Maria Pimenta (15 Tore) 2022: Florencia Soledad Jaimes (27 Tore) 2024: Giovanna Crivelari (7 Tore) |

## Trainerhistorie
| Name                | Zeitraum  | Bemerkung                                                                    |
| ------------------- | --------- | ---------------------------------------------------------------------------- |
| Ricardo Abrantes    | 2016–2020 | Brasilianische Meisterschaft 2016 Staatsmeisterschaft 2016, 2017, 2018, 2019 |
| Celso José da Silva | 2020–2021 | Staatsmeisterschaft 2021                                                     |
| Luís Andrade        | 2021–2023 |                                                                              |
| Maurício Salgado    | seit 2023 | Staatsmeisterschaft 2023, 2024                                               |